# فاسكونسيليا زغبية
شجرة البابايا (mountain Papaya)، فاسكونسيليا زغبية (Vasconcellea pubescens)، وتُعرف أيضًا باسم بَاو باو الجبلية تعد أحد الأنواع التي تنتمي لجنس الفاسكونسيليا (Vasconcellea)؛ ويوجد موطنها الأصلي في جبال الأنديز، في الشمال الغربي لقارةأمريكا الجنوبية، امتدادًا من كولومبيا جنوبًا إلىوسط تشيلي. وتنمو شجرة البابايا عادةً على ارتفاع 1,500–3,000 متر (4,900–9,800 قدم) متر.وهي تُعرف أيضًا باسم كاريكا زغبية (Carica pubescens).

## الوصف
تُعتبرفاسكونسيليا بيوبيسكينس شجيرة مستديمة الخضرة ذات سيقان سميكة أو شجرة صغيرة حيث يصل نموها إلى10 متر (33 قدم) طولاً.
تبلغ الثمرة تامّة النموّ مابين 6-15 سم طولاً و3-8 سم قطرًا، ويَشُوب لونها البرتقالي القليل من اللون الأصفر؛كما تتميز بوجود خمسة فصوص مقعرة طوليًا من الرأس إلى القاعدة. أما لُب الثمرة فهو صالح للأكل، كما هو الحال مع ثمرةالبابايا، وعادةً ما يُطهى باعتباره نوعًا من الخضروات. أو يُؤكل نِيْئًا. يتوفر في سلسلة محلات اّتش إي بي بالولايات المتحدة الأمريكية، حيث يتم حفظه في شرابٍ غليظ القوام مُعلّب أو داخل مَرطبان يحتوي اللُّب علي أنزيم الباباين (papain)الذي يساعد على عملية الهضم

## الزراعة
تشمل عائلة فاسكونسيليا بيوبيسكينس على نباتات 'باباكو بابايا'والتهجين والمستنبت (Cultivar) والتي تُزرع في أمريكا الجنوبية، والمناطق شبه الاستوائيّة من أمريكا الشمالية لإنتاج الثمار.

## وصلات خارجية
- [<a href="http://www.ars-grin.gov/cgi-bin/npgs/html/taxon.pl?310753">http://www.ars-grin.gov/cgi-bin/npgs/html/taxon.pl?310753</a> Germplasm Resources Information Network: Vasconcellea pubescens]
- [<a href="http://users.ugent.be/~tdirckx/vasconcella_cundinamarcensis.htm">http://users.ugent.be/~tdirckx/vasconcella_cundinamarcensis.htm نسخة محفوظة 14 يونيو 2007 على موقع واي باك مشين.</a> University of Ghent: Vasconcellea cundinamarcensis]
- [<a href="http://www.tradewindsfruit.com/mountain_papaya.htm">http://www.tradewindsfruit.com/mountain_papaya.htm</a> Tradewinds Fruit Database]
- [<a href="http://www.cropsforthefuture.org/crop-of-the-week-archive/mountain-papaya-vasconcellea-pubescens-caricaceae/">http://www.cropsforthefuture.org/crop-of-the-week-archive/mountain-papaya-vasconcellea-pubescens-caricaceae/</a> Crops for the Future: Mountain papaya (Vasconcellea pubescens)]